# Бевърли Суърлинг
Бевърли Суърлинг (на английски: Beverly Swerling) е американска писателка на исторически трилъри, и исторически любовни романи. Писала е и под псевдонимите Бевърли Бърн (на английски: Beverly Byrne) и Бевърли С. Мартин (на английски: Beverly S. Martin).

## Биография и творчество
Бевърли Суърлинг е родена на 9 март 1949 г. в Бостън, Масачузетс, САЩ, в смесено италианско-еврейско семейство. Израства в предградие на Бостън. Обича да похапва пържените миди „Ипсуич“ на крайбрежната алея. След завършване на основното си образование учи в колеж за момичета в Средния Запад в Канзас Сити.
Започва работа в Ню Йорк като деловодител, за да може да финансира писателската си дейност. Издава първият си роман през 1967 г. без особен успех. След това работи като журналист на свободна практика, за редица списания и вестници, включително „Ню Йорк Таймс“, „Good Housekeeping“ и „The Village Voice“, като пътува и живее в Европа.
От 1980 г. започва активно да пише романи под псевдонима Бевърли Бърн.
За кратко е омъжена за Бил Мартин, живеят в Ню Йорк, и пише под името Бевърли С. Мартин. След развода си се връща в Европа и продължава да пише серията романи „Сага за Мендоса“.
Към края на 20 век се връща в Ню Йорк и създава своята популярна историческа серия „Сити“. В нея описва преплитащите се истории за две династии, Търнърс и Деври, през ранните векове на Съединените щати.
Суърлинг е президент и консултант на агенцията „Michael A Ltd“ във Филаделфия, която подпомага младите писатели да намерят агент и издателство за произведенията си. Член е на Националната асоциация на жените писателки, която също работи в подкрепа на младите колеги.
Бевърли Суърлинг живее в Ню Йорк.

## Произведения

### Като Бевърли Суърлинг

#### Самостоятелни романи
- Shadowbrook: A Novel of Love, War, And the Birth of America (2004)
- Bristol House (2013)
- Juffie Kane (2013)
- Mollie Pride (2013)
- A Matter of Time (2014)
- Women's Rites (2015)

#### Серия „Сити“ (City)
1. City of Dreams: A Novel of Early Manhattan (2001)
2. ity of Glory: A Novel of War And Desire in Old Manhattan (2007)
3. City of God: A Novel of Passion and Wonder in Old New York (2008)
4. City of Promise (2011)

### Като Бевърли Бърн

#### Самостоятелни романи
- The Love Seekers (1967)
- Murder on the Menu (1980)
- Fiery Splendor (1983)
- Women's Rites (1985)
- Jason's People (1986)
- A Matter of Time (1987)
- Come Sunrise (1987)
- Jemma (1988)
- The Morgan Women (1990)
- Gitana (1999)

#### Серия „Сага за Грифин“ (Griffin Saga)
1. The Outcast (1981)
2. The Adventurer (1982)

#### Серия „Сага за Мендоса“ (Mendoza Saga)
1. Пламъкът на отмъщението, The Flames of Vengeance (1991)
2. Малката циганка, A Lasting Fire (1991)
3. Обещанието на феникса, The Fire Birds (1992)

### Като Бевърли С. Мартин
- Juffie Kane (1989)
- Mollie Pride (1991)